# Vyhlídková plošina Biorama
Biorama v Joachimsthalu v okrese Barnim v Braniborsku, byla vodárenskou věží a nyní je obytnou budovou s vyhlídkovou plošinou a rozhlednou.

## Další informace
Název je odvozen od biosférické rezervace a panorama, což vysvětluje nové využití historické budovy v přírodním parku Schorfheide-Chorin. Tato vyhlídková věž se nachází přímo na cyklostezce Berlín–Usedom a jen 100 metrů daleko se nachází císařské nádraží Kaiserbahnhof. Dále se zde nachází stánek a výstavní hala.
Návrhář Richard Hurding a projektová manažerka Sarah Phillips koupili vodárenskou věž, která byla od roku 1987 prázdná. Britové vyvinuli společně s německým architektem Frankem Meilchenem projekt, který nazvali „Biorama“. Ve věži samotné je umístěna pracovna, ložnice, obývací pokoj, dvě kanceláře, kuchyň a hygienická buňka na čtyřech úrovních na celkové ploše 140 metrů čtverečních.
Biorama je bezbariérově přístupná. Na vyhlídkovou plošinu se návštěvníci mohou dostat buď pomocí moderního vnějšího a nekrytého kovového schodiště se 118 schody nebo prostřednictvím sousedního futuristického a bezbariérového výtahu, který postavil také Frank Meilchen.